# Argyrosomus thorpei
Argyrosomus thorpei es una especie de pez de la familia Sciaenidae en el orden de los Perciformes.

## Morfología
• Los machos pueden llegar alcanzar los 71 cm de longitud total y 12 kg de peso.

## Reproducción
Tiene lugar en invierno.

## Depredadores
En Sudáfrica es depredado por Carcharhinus limbatus .

## Hábitat
Es un pez de clima subtropical y demersal

## Distribución geográfica
Se encuentra desde Mozambique hasta Port Elizabeth (Sudáfrica) y la costa occidental de Madagascar.

## Observaciones
Es inofensivo para los humanos.